# Tanypus nigrocinctus
Tanypus nigrocinctus är en tvåvingeart som först beskrevs av Carl Ludwig Doleschall 1856.  Tanypus nigrocinctus ingår i släktet Tanypus och familjen fjädermyggor. Inga underarter finns listade i Catalogue of Life.